# Sakas
Ne doit pas être confondu avec Saka (peuple d'Afrique) ou Sakha.
Pour les articles homonymes, voir Saka.
Les noms Saces ou Sakas désignent, de manière assez floue, des peuples cavaliers indo-européens de langues iraniennes, qui vivaient dans l'Antiquité en Asie centrale, dans la steppe eurasienne, en pasteurs nomades, mercenaires, marchands et parfois caravaniers ou pillards de la route de la soie reliant l'Europe orientale au monde chinois. Il s'agit des branches orientales des peuples scythes, qui sont le plus souvent mentionnées dans les sources perses sous le terme saka. Les Scythes étaient un vaste ensemble d'indo-européens d'Eurasie centrale.

## Ethnonyme et délimitation

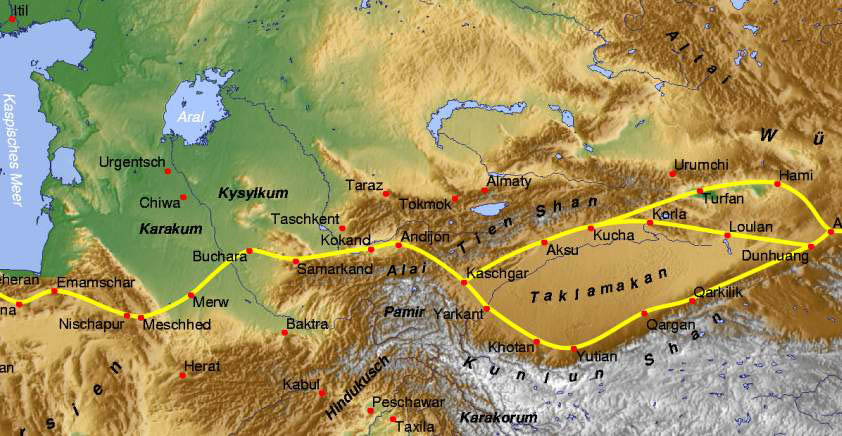
À gauche (ouest) de la carte, les régions où nomadisaient les Saces, traversées au sud par la route de la soie.

Saka est un nom perse, alors que Scythe est un nom d'origine grecque. Les Chinois les connaissaient sous le nom de Sai (塞, prononcé sək en chinois ancien). Ces noms ont servi à désigner un même vaste ensemble de peuples apparentés le plus souvent nomades : la nébuleuse des peuples scythiques, c'est-à-dire les Indo-européens essentiellement europoïdes et iranophones qui peuplaient une grande partie de l'Eurasie centrale. Les Perses tout comme les Grecs, conscients de leur parenté, utilisaient donc chacun un seul terme pour désigner grosso modo tout l'ensemble des populations scythiques d'Asie et d'Europe, ainsi les Scythes européens étaient des « Sakas » pour les Perses, et les peuples Sakas d'Asie centrale étaient considérés comme faisant partie des « Scythes » pour les Grecs, même si les Grecs connaissaient le terme perse.
Tous les peuples scythiques avec lesquels les Perses ont eu des relations étaient donc invariablement des « Sakas » (y compris les Scythes d'Europe, qui ont aussi été envahis par les Perses). De nos jours, pour des raisons de subdivision purement pratique, les historiens considèrent assez fréquemment comme « Saces » ou « Sakas » les différents peuples scythiques qui étaient le plus souvent en contact avec les Perses et le plus souvent mentionnés par eux, c'est-à-dire les populations scythiques d'Asie centrale au nord de l'Empire perse. Mais il n'y a pas d'accord général entre les historiens pour délimiter le terme.
Étant donné que les peuples scythes parlaient des langues iraniennes comme les Perses, on peut penser que l'auto-ethnonyme que se donnaient les peuples scythes devaient être plus proche du terme vieux-persan « saka » que des termes grecs ou chinois.
On compte également des peuples assimilés auxquels fut attribué le nom de Saces ou Saka ainsi que des peuples limitrophes portant un nom différent, mais faisant partie de l'ensemble sace (les Wusun, les Kangju et d'autres tels les Iazyges et Aorses (en) qui appartenaient de l'ensemble des Sarmates relevant eux aussi de la nébuleuse scythique).
Avec un sens assez flou et général, l'ethnonyme est connu par des sources perses et grecques dès les VIe et Ve siècles (vieux perse : Saka, pl. Sakâ ; grec pl. Sâkai). Des formes voisines apparaissent ensuite en sanskrit (Saka~) signifiant « capable », et en chinois (Sai), avec une prononciation ancienne restituée en Saak. Parmi les étymologies proposées, il y a par exemple celle avancée par V. Abaïev : Sâkâ~ (qui signifie « cerf »). On a aussi avancé un nom persan du chien, sag < sak~ et différentes racines verbales : sak~, signifiant « être puissant » (en avestique sak~, en sanskrit sak~) ou l'homophone sak~ signifiant « bouger » au sens de mener une existence nomade.
Les inscriptions perses d'époque achéménide mentionnent diverses subdivisions des Saces :
- Sakâ Haumavargâ : relative au haoma, boisson sacrée des Indo-iraniens, soma en sanskrit ;
- Sakâ Trigraxaudâ : relatif aux « capuchons pointus » cité par Hérodote en Ecbatane :
- Sakâ tyaiy paradraya : relatif à une étendue d'eau, « Saces d'au-delà de la mer ou du fleuve », il s'agirait de la mer Noire.

On connaît aussi des mentions des Sakâ tyaiy para Sug[u]dam — « Saces d'au-delà de la Sogdiane », et des inscriptions en Égypte antique évoquent des « Saces des marécages » et « Saces des plaines ».
Les Sacaraules ou Sarauques du IIe siècle av. J.-C. étaient très certainement des Saces. Leur nom signifierait « Saces légers », « Saces rapides » (Sakâ-rawaka) ou « Saces royaux » (Sakâ-rauka) d'après H. W. Bailey.
Enfin, le nom Touraniens attribué aux Saces par les Perses serait à connotation péjorative. On le retrouve dans l'Avesta sous le nom d’âsuaspa Tura (« Touraniens aux chevaux rapides »).

## Histoire

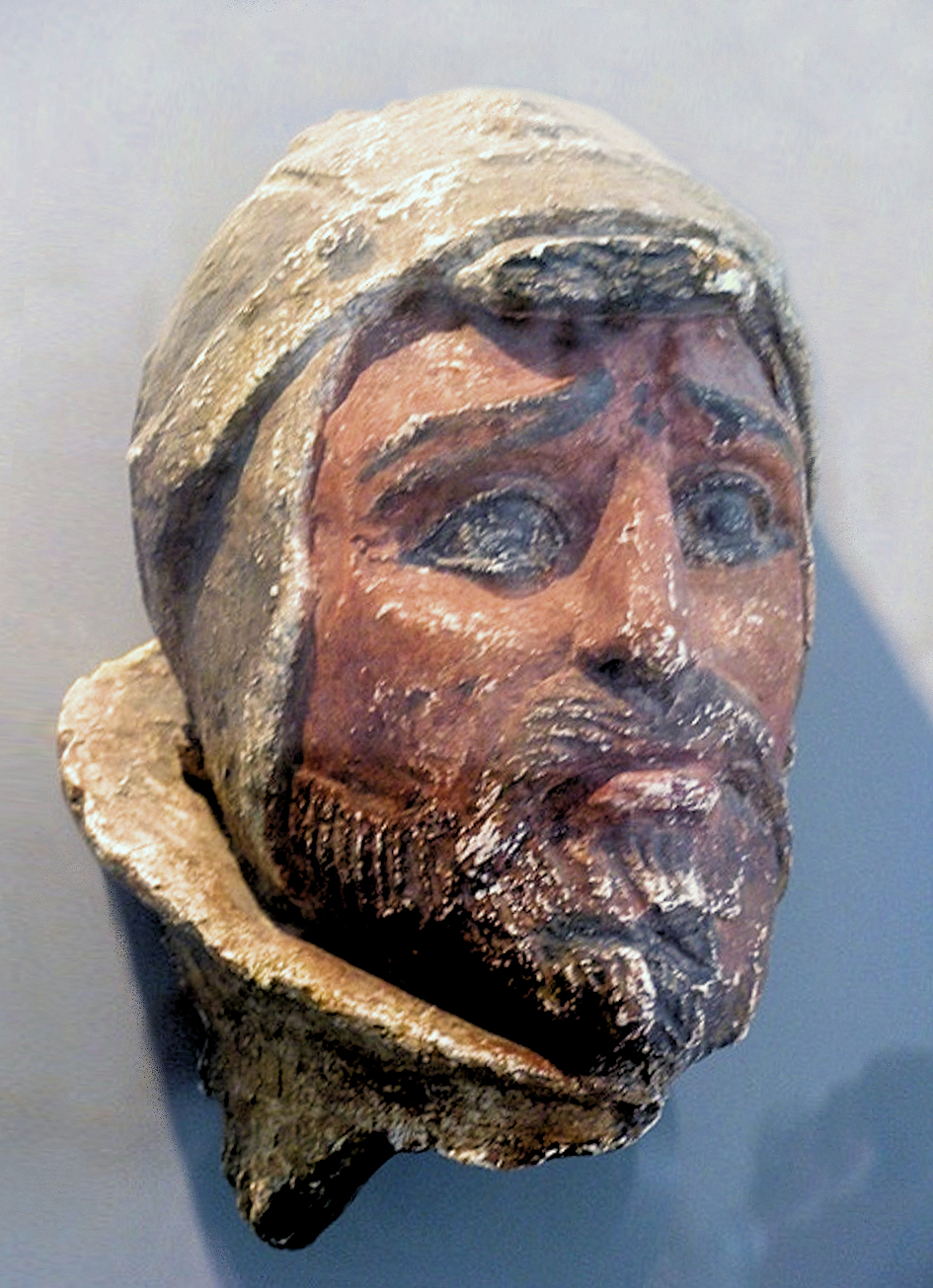
Guerrier Saka (Musée de Termez)

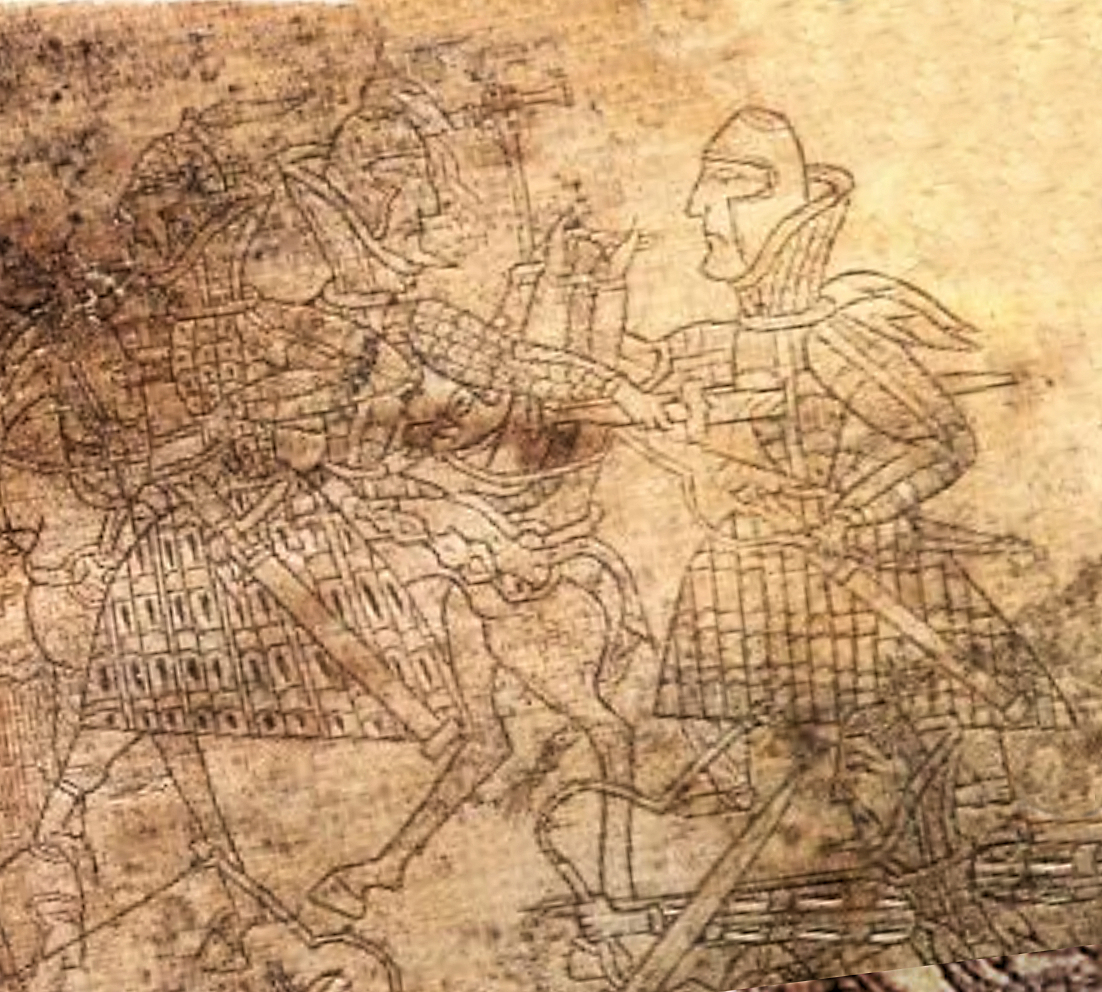
Guerrier Saka, détail de la plaque d'Orlat

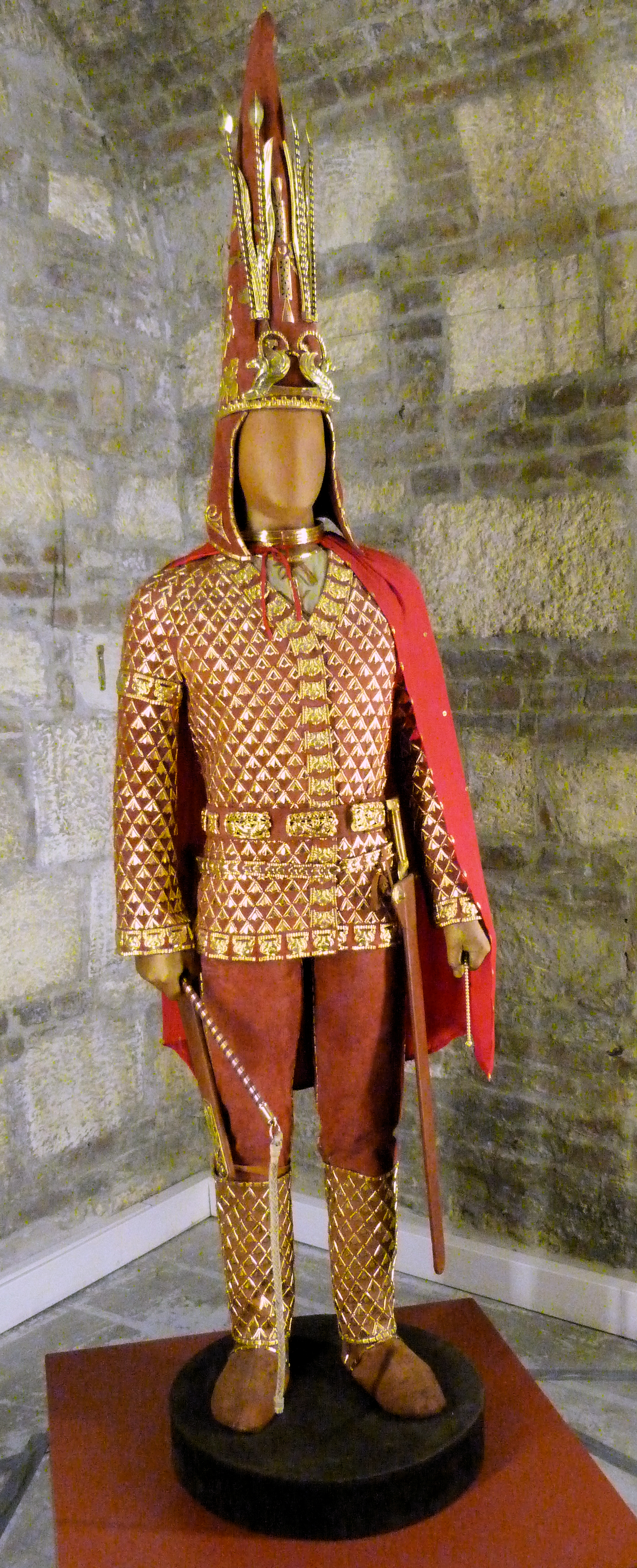
Cataphractaire en or du kourgane d'Issyk

Les Saka qui ont occupé un territoire très étendu de la mer Caspienne aux confins de la Chine et au nord de l'Inde ont une histoire assez peu connue, et les renseignements à ce sujet semblent épisodiques. La période de formation des cultures saces n'est reconstituable que sur une base archéologique : l'épaisseur du temps, les aspects sémantiques complexes — pour un esprit actuel — des sources antiques, l'étendue du logement sace à travers toute l'Asie centrale (mer d'Aral, frontière ouest du Turkestan chinois), et l'ignorance quasi complète des cultures et modes de vie des populations autochtones habitant la zone avant l'arrivée des Saces, entraînent des difficultés évidentes pour l'étude de ce peuple.
Au VIe – Ve siècles av. J.-C., ils étaient les voisins septentrionaux de l'Empire perse achéménide. D'après Hérodote et Ctésias, ils s'opposèrent à Cyrus. Darius le Grand fit une campagne contre eux vers 519 av. J.-C. Il captura leur chef, Skunka. Durant cette période, les Saces, d'après des bas-reliefs, semblent être des sujets de l'Empire perse. D'après Hérodote, ils sont englobés dans la XVe satrapie. L'armée perse compte de nombreux Saces durant les guerres médiques contre les Grecs. Ceux-ci se distinguèrent à la bataille de Marathon et de Platées (479).

### Les Saces après l'époque séleucide
Dans la seconde moitié du IIe siècle av. J.-C., les Saces subissent durement le contrecoup des migrations déclenchées par l'expansion des Xiongnu et l'expulsion des Yuezhi du Gansu.
Pour de nombreux auteurs de l'époque, les nomades sacarauques qui s'emparèrent de la Bactriane hellénistique relevaient de l'autorité sace.
Peu après, les Saces et d'autres nomades attaquèrent les frontières de l'Empire parthe. Phraatès II fut mortellement blessé en 128 av. J.-C. en les combattant. Son successeur Artaban II fut tué par les Tokhariens en 124 av. J.-C. Ce n'est que sous le règne de Mithridate II (123 av. J.-C. - 88 av. J.-C.) que les Parthes purent repousser des agresseurs saces. Certains demeurèrent dans les anciennes provinces d'Arachosie et de Drangiane, à l'est de l'Iran actuel. Ces provinces prirent alors le nom de « pays sace » (Sakastâna, actuellement Seistân ou Sistân).
L'Histoire des Hans évoque une grande migration sace. Cette source expose que les Sai (Sace en chinois) refoulés par les Yuezhi (Hué Tche) se dirigèrent vers le sud et occupèrent des territoires qui doivent correspondre à l'Inde du Nord.

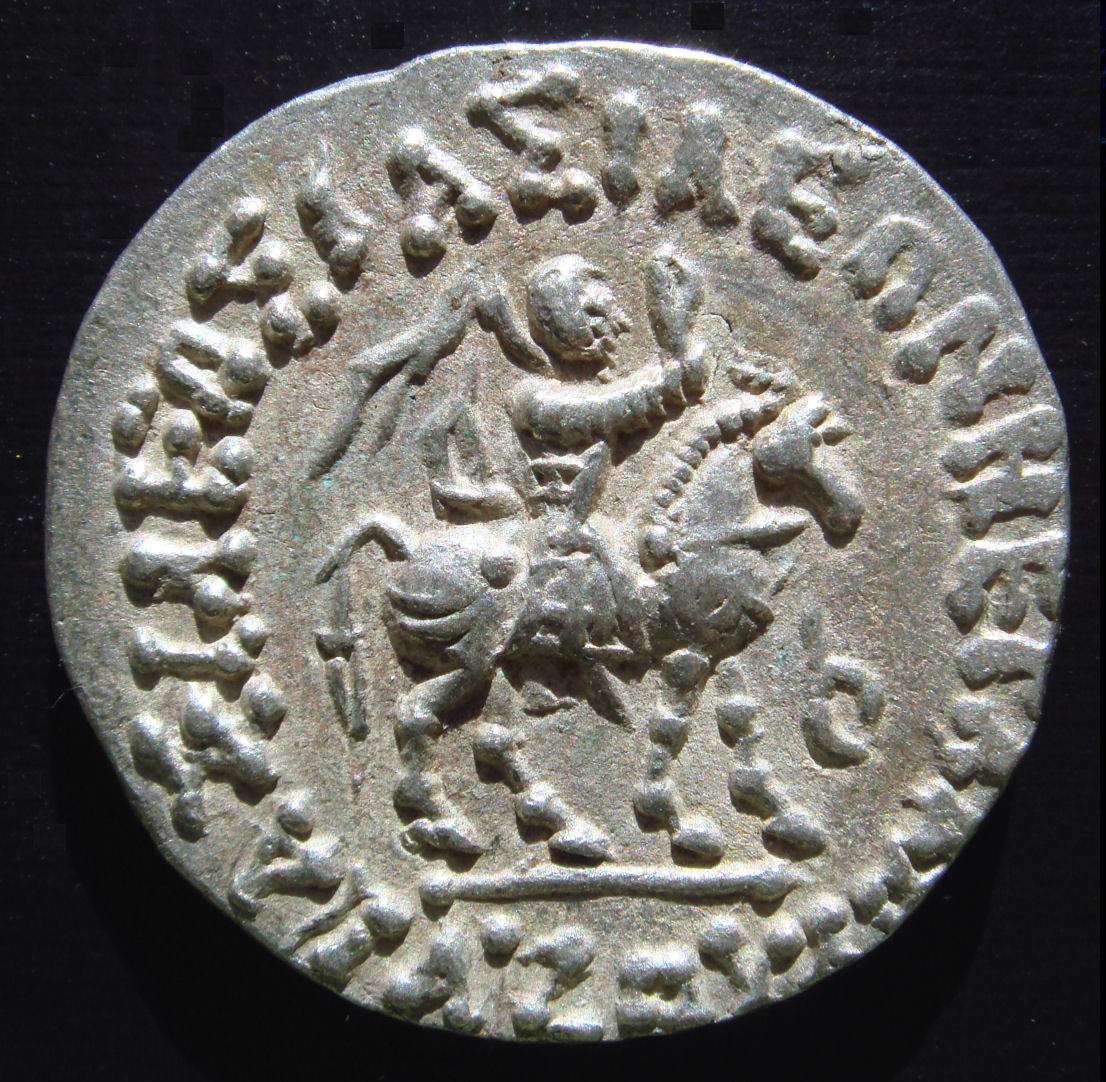
Pièce du roi indo-scythe.

Au Ier siècle av. J.-C., les Saces avaient pour roi Mauès. Ils occupèrent la vallée de l'Indus, puis le Gange. Certains furent un moment vassaux des Parthes. Le roi Mauès était connu dans tout l'Orient ancien, jusqu'en Égypte.
Sur leurs arrières, l'Empire kouchan, créé par les Yuezhi, s'empara de l'Inde du Nord-Ouest, et ils émigrèrent vers le Gujarât et le Mâlwâ. Ces Saces d'Inde, indianisés et hellénisés, subsistèrent jusqu'au IVe siècle. Une dynastie installée à Ujjain régna sur une partie du Râjasthân jusque dans les années 380. On doit à l'un de ses plus célèbres rois, Rudradâman (en), mort en 150, la plus ancienne inscription en sanskrit classique, trouvée à Gimar. Les dernières principautés saces d'Inde furent détruites par la dynastie Gupta sous Chandragupta II (376-415).
Quant aux tribus saces demeurées en Asie centrale après les mouvements du IIe siècle av. J.-C., elles ont probablement été englobées par des populations iraniennes locales et diverses composantes de populations turcophones.

## Archéologie

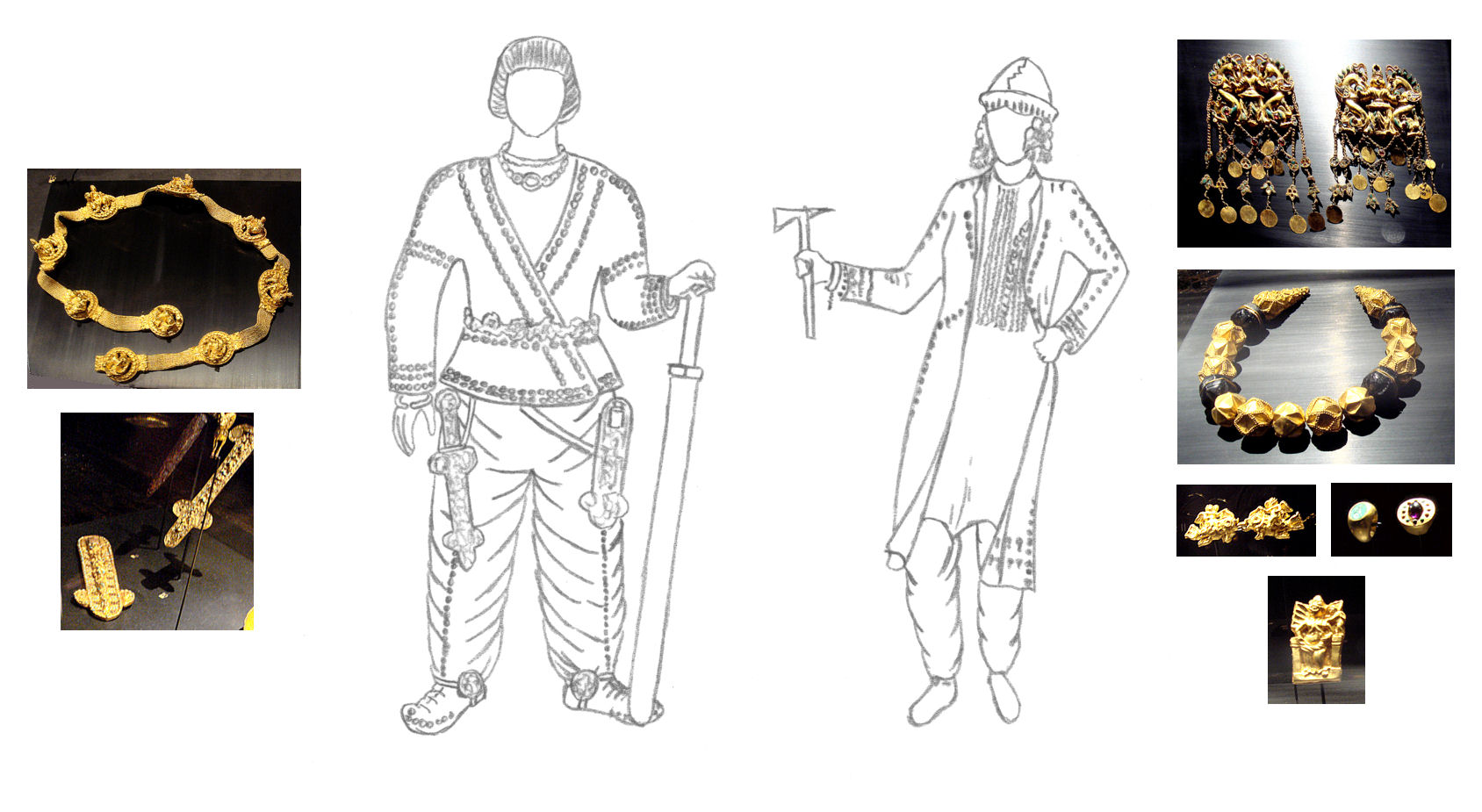
Artefacts retrouvés dans les tombes 2 et 4 de Tillia Tepe et reconstitution de l'utilisation de ceux-ci sur l'homme et la femme retrouvés dans ces tombes.

Les chercheurs considèrent comme sace au sens le plus large, une partie des cultures scythes de Sibérie en particulier celle de Tasmola (en) et celle du groupe du haut-Irtych.
Contrairement aux Scythes d'Europe, les vestiges saces sont éparpillés sur un vaste ensemble, de l'Asie centrale au Turkestan chinois et définissent un ensemble de cultures proches entre elles mais pas identiques :
- celle de la zone aralo-caspienne se rattachent aux cultures des Massagètes et des Dahéens ;
- celle de la région des Sept-Rivières — Kazakhstan oriental, Kirghizistan, Ferghana — représente la culture sace au sens strict du terme ;
- enfin, une dernière zone sace se trouve au Pamir tadjik et chinois.

Dernièrement, une théorie attribue aux Saces des bronzes trouvés dans le Yunnan, province du sud-ouest de la Chine.
Les migrations des IIe et Ier siècles av. J.-C. ont laissé des traces en Sogdiane et en Bactriane, sans que l'on puisse les attribuer fermement aux Saces. Il en va de même des ensembles de Sirkap — Taxila au Pakistan. Les riches tombes de Tillia-Tépé en Afghanistan, sont considérées comme relevant d'une population sace influencée par les Parthes.

## Cultures
Il n'y a pas une mais plusieurs cultures saces, chacune influencée par son environnement culturel immédiat. Seules celles occupant la bande méridionale allant de la mer Caspienne aux Tian Shan, sont généralement attribuées aux Saces proprement dits. Cependant il est difficile de localiser les grands groupes saces connus selon les sources perses. Le problème est encore plus compliqué pour les cultures sibériennes. Certains archéologues considèrent comme « saces » la culture de Tasmola et les vestiges du haut-Irtych. La principale difficulté étant les groupes mixtes, c'est-à-dire inter-culturels (surtout présents au Turkestan chinois) et l'aspect semi-mythologique des témoignages qui nous parviennent. Ainsi, certaines cultures demeurent anonymes à ce jour, et certains monuments sont attribués, simultanément, à diverses populations. De plus, aux apports mongoloïdes relevés lors des fouilles archéologiques, il faut ajouter tout comme chez les Sarmates (situés au nord des territoires saces), l'apport des « petits peuples du Caucase ».
Ces peuples, souvent sédentaires et pacifiques, d'origines sibérienne et ougrienne (Samis (Lapons) comme la culture appelée « finno-scythe » ou culture d'Ananiino près d'Elabuga (Est, dans le bassin de la Kama) qui dura de 600 à 400 av. J.-C. ou des éléments des premiers pasteurs sibériens de la phase dite d'Afanassievo (3000 à 1700 av. J.-C.) entièrement différents des Mongoloïdes (Cro-Magnoïdes) mais ayant des liens culturels avec les peuples d'économie mixte de l'Ouest de la Sibérie (culture de Tripolyé) et du Sud-Ouest (monts Zagros) ainsi que probablement les descendants de la culture d’Andronovo (Altaï occidental, Semiretchié, mer d'Aral et Kazakhstan).
Les voyages d'Hérodote, nous livrent des noms de peuples voisins des Saces, comme les Thyssagètes « Un peuple à part et nombreux qui vit de chasse » ; plus à l'est les Iyrques […] qui ont été rapprochés des Ougriens parlant une langue ouralienne. Plus à l'est encore, les Argippéens qu'Hérodote décrit « chauves de naissance, hommes comme femmes, vivant aux pieds des arbres et produisant un jus noir et épais de ces arbres ». Ils s'habillaient comme des Scythes, mais parlaient une autre langue. Le jus en question serait du jus de cerises sauvages (Prunus padus) que les Turcs appellent ekçi « acide » ou aci « ame ». Les chercheurs pensent qu'il s'agirait d'une tribu altaïque pacifique, d'autres les rapprochent des locuteurs du tokharien A qui se prénommaient eux-mêmes « ari » ou agnéo-tourfanais (quoique la description d'Hérodote corresponde fort peu au Turkestan oriental). À l'est de cette tribu, les Issédons que les chercheurs tendent à rapprocher des Yuezhi ou des Wusun et que Pline avait tendance à classer parmi les Scythes. Pline l'Ancien, tandis que Ptolémée au IIe siècle de notre ère (repris par Marin de Tyr vers 110) à propos de la route de la soie, citait deux villes « Issêdon skythiké » et « Issêdon sêrikê » soit « Issêdôn des Sères » ou « Issêdôn de Sérique ». Plus loin, ce sont les mythiques Arismape qu'Hérodote appelle « Cyclopes » et pour lesquels aucun scientifique à ce jour ne trouve explication.
On compte trois phases de cultures saces :
- la phase ancienne (env. IXe – VIIe siècle av. J.-C.). Cette phase est très peu connue à ce jour. Elle succède à l'ancienne culture du bronze d'Andronovo entre Dniepr et Volga ;
- la phase moyenne (env. VIe – IIIe siècle av. J.-C.). Elle correspond à une première période de poussée nomade enrayées par les gréco-bactriens ;
- la phase récente ou tardive (env. IIe – Ier siècle av. J.-C.) dite Chibé. Cette phase est une période de déclin des porteurs des cultures de l'Altaï et de grandes migrations partout ailleurs.

Ces trois phases se répartissent sur plusieurs aires d'occupations dans des contextes écologiques différents :
- steppique (variante herbeuse et région boisée au sud des forêts boréales de la Volga, Irtych, Mongolie) ;
- semi-désertique (Taklamakan, Gobi, Kyzyl Koum, Karakoum) ; littoraux (mer Caspienne et mer d'Aral) ;
- montagneux (nord de l'Himalaya, Zagros, Oural, Karakoram, Hindou Kouch, Pamir, Kunlun, Tian Shan, Altaï, Saïan, Khangaï).

Les chercheurs disposent de deux sources pour les étudier :
1. Des sources archéologiques ;
2. Des sources épigraphiques antiques. Celles-ci proviennent d'Occident (colonies grecques et Empire romain), de Chine (histoire des Hans) ; de Perse (Empire parthe et période pré-islamique) et d'Assyrie (textes babyloniens).

Les sources écrites sont pauvres, seule l'archéologie peut être étudiée sans trop de difficulté. Élien, un auteur grec de la fin du IIe siècle ou du début du IIIe siècle, donne en tout et pour tout quatre renseignements :
- « Les Saces dressent leurs chevaux à les attendre quand ils tombent » ;
- « Ils ne combattent pas jusqu'à la mort » ;
- « La primauté de l'homme ou de la femme dans le ménage est déterminée par l'issue d'un combat » ;
- « Quand les Saces ont quelque sujet d'affliction, ils vont se cacher dans des lieux obscurs, dans des cavernes ténébreuses ».

La première indication étudiée par recoupements de divers témoignages grecs et indiens semble être vraie. Les deux suivantes peuvent renvoyer à des faits réels, plus ou moins bien compris, la dernière n'évoque rien de précis aux chercheurs.

### Économies
Les Saces étaient nomades, semi-nomades ou sédentaires.
Le nomadisme reposait dans les steppes, sur un déplacement régulier des troupeaux suivant un circuit annuel ou transhumance. La longueur entre deux points extrêmes pouvait être de 400 km à 1 500 km, la plus courte 100 à 200 km. Le bétail était essentiellement constitué de moutons et l'animal le plus précieux était le cheval (qui était à la fois objet de cultes, monture du cavalier et produit d'exportation). Les bovins occupaient une moindre place. Dans la montagne le déplacement se faisait en hauteur, entre pâturages d'été en altitude et pâturages d'hiver dans la plaine.

### L'habitat

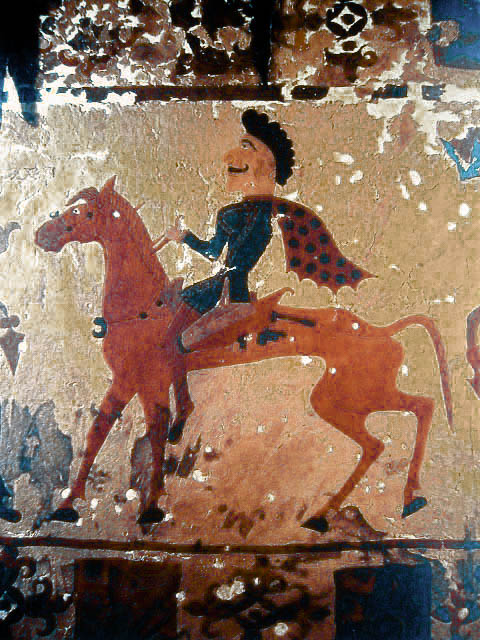
Cavalier scythe, Pazyryk, feutre. musée de l'Ermitage, Saint-Pétersbourg.

### Art
L'art animalier est bien représenté : félins enroulés sur eux-mêmes, rapaces souvent réduits à une tête stylisée comme dans le motif appelé œil-et-bec, le cerf, le bouquetin, le sanglier…

### Cultes et pratiques religieuses

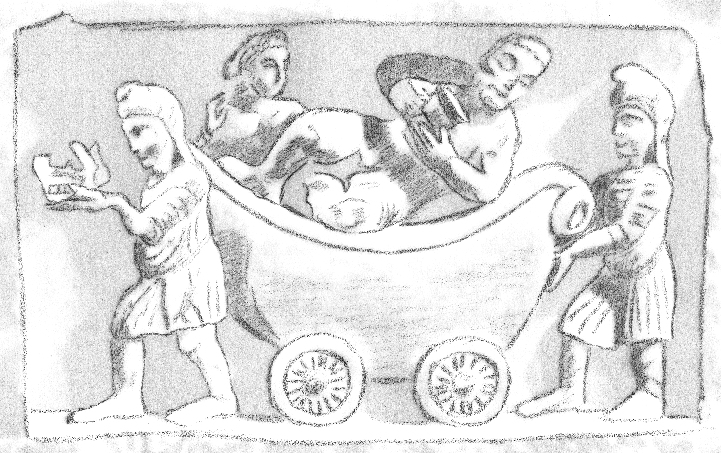
Indo-Scythes poussant Dionysos et Ariadne dans un chariot, art du Gandhara.

Bien que souvent appliqué aux tribus d'Asie centrale, le chamanisme est peu attesté chez les Saces hormis, ceux de Sibérie et de Mongolie où il a été trouvé dans les tombes, des grelots et l'usage de substances intoxicantes (chaudrons à haschich), courantes dans les pratiques shamaniques.
Enfin, à la phase tardive, les Saces adopteront, d'une manière inégale d'un groupe à l'autre, des cultes étrangers tels l'hindouisme, le zoroastrisme, le bouddhisme ou divers cultes grecs (Dionysos).

## Langue
Sur le plan linguistique, il ne faut pas imaginer de « langue sace » unifiée, mais une chaîne de parlers apparentés dont le degré exact de ressemblance échappe aux chercheurs.
Ce qui est évident, c'est que ces « parlers » étaient, comme ceux des Scythes d'Europe et des Sauromates / Sarmates, iraniens orientaux (quoique des groupes parlant d'autres langues aient pu à certains moments être inclus dans des fédérations « saces »). Les rares noms propres livrés par les sources antiques le confirment, comme celui de la reine Zarina citée par Ctésias (*racine reconstituée zarin~, « or »).
Quelques éléments de langue sace apparaissent dans des inscriptions indiennes des premiers siècles de notre ère.
En 1930, des inscriptions ont été découvertes au Turkestan oriental, dans les oasis du Khotan, Toumchouk et autres. Pour des raisons de géographie historique, cette langue a été identifiée comme « sace » ou « sace-khotanaise ». Dans les manuscrits eux-mêmes, le dialecte principal et ses locuteurs sont désignés par les termes dérivés d'une base hvat~ / hvan~ / hvam~. Le dialecte de Toumchouk était peu différent, et un parler voisin aurait été encore en usage à Kachgar au XIe siècle. Ces derniers sont tardifs du VIIe au Xe siècle- et se compose surtout de littérature pieuse bouddhiste traduite de l'indien, si bien que la langue a emprunté de nombreux termes sanskrits. Le khotanais peut néanmoins refléter l'un des parlers sace de l'Antiquité conservé ensuite jusqu'au XIe siècle par les descendants des groupes nomades sédentarisés dans les oasis.
Le khotanais appartient au groupe des langues iraniennes du sud-est, et non du nord-est comme les langues des Scythes et des Sarmates : il ne comporte pas la désinence en ~t~ du pluriel et présente un traitement différent des consonnes et groupes consonantiques de l'iranien de l'iranien commun (par exemple le reconstitué * ~r~ passe à ~dr~ et non pas à ~rt~ comme en « scythique » européen : comparer le khotanais drai à l'ossète ärtä, de l'iranien commun raya~ « trois »).
- exemple de conversation chinois-khotanais conservé à la British Library, manuscrit or.8210/5-9224-5. traduction proposée par monsieur P. O. Skærv en 2002 :

« tsa vâ » : « Viens ici ! » ; « parya tta paryai » : « Entre s'il-te-plaît » ; « atuau vai Kaimai » : « Veux-tu quelque chose ? » ; « hairai kamî hairai hûrrû » : « Quoi que tu souhaites, je te le donnerai » ; « namva vâ bara » : « Apporte-moi du sel » ; « utca vâ bara » : « Apporte de l'eau ! » ; « Khâysa vâ pajsa » : « Prépare-moi de la nourriture ! » ; « mandai vâ kû⁵à ⁸â » : « Trouve-moi une femme ! ».
Le sace-khotanais offre une documentation intéressante sur les parlers qui ont pu être ceux des groupes saces les plus orientaux. On n'en déduira pas pour autant que tous les Saces parlaient l'ancêtre du khotanais, ni même que tous leurs dialectes appartenaient à l'embranchement sud-oriental de l'iranien.

### Les «héritiers» des Saces

#### Les Saces tardifs du Turkestan oriental
D'après les sources chinoises le souverain du Khotan (Hotan) se faisait appeler pompeusement « grand roi des rois de Khotan » (hvani mistä rrumdänu) ; il était Sace. Le reste de la population était réparti entre de petites cités-oasis, dont l'importance tenait à leur position stratégique sur les routes commerciales. La population était sédentaire et urbanisée et vivait d'agriculture irriguée, d'élevage et de négoce. Le mode de vie était entièrement axé sur le bouddhisme après une conversion ayant eu lieu avant 399 de notre ère. Le Khotan comptait alors 3 300 maisonnées, 19 300 habitants qui ne se nommaient pas eux-mêmes « Saces » et avaient un mode de vie qui les éloignait des steppes de leurs ancêtres (Histoire des Hans antérieurs avant le Ier siècle de notre ère).

#### Les populations de l'Afghanistan
L'Afghanistan dispose d'une population comportant des éléments saces, issus des différents empires qui se sont succédé tout au long de l'Antiquité sur son sol, associée également à des éléments yuezhi et tokharien. La langue est le tokharien.

#### Saces de l'Inde
Le cas ardu de l'Inde pose le problème des nomades hellénisés et indianisés, inclus dans l'Empire parthe ; cet empire subdivisé en provinces appelées « satrapies », multiethnique, multilingue et multiculturel, s'est étendu en de nombreux points, la Perse, la Sogdiane, la Bactriane mais aussi en Afrique orientale par l'établissement des Ptolémées de 323 à 30 De fait il a été repéré chez les Peuls ou Fula peuple de pasteurs émigrés du Soudan oriental en Afrique de l'Ouest, des éléments d'une culture indo-sace (différents cultes et pratiques connus dans le monde celte et attribués aux ensembles scythiques en général et saces en particulier). Sur le plan anthropologique, cette population étudiée depuis le XIXe siècle, présente un type europoïde, notamment le type dit indo-afghan ou méditerranéen oriental couramment attribué aux Saces du Pamir et tout le sud de l'Asie centrale (associé à d'autres apports) persistant malgré un fort métissage local et la présence dans leur langue et onomastique de khotanais oriental (Bactriane). Des recherches génétiques ont montré la présence des marqueurs d'Eurasie et d'Asie centrale dans des taux assez proches de ceux des Ouïghours et des Afghans. Cette infiltration d'éléments saces inclus dans l'Empire parthe, est actuellement à l'étude, concernant d'autres groupes africains.
note p. 101 : « Presque toutes les populations qui ne sont ni d'origine africaine, ni aborigène, remontent à des ancêtres en provenance d'Asie centrale ».
A priori toute population correspondant à des critères ethnolinguistiques prédéfinis par des recherches antérieures dans un contexte géographique et historique, appuyé par des relevés archéologiques et/ou épigraphiques, fait l'objet d'une recherche. Généralement, les protocoles engagés vont au-delà de la simple recherche génétique, mais prennent à témoin tout le champ des « sciences humaines » et ce fait constitue un axe passionnant pour des investigations futures.
Les Saces et leurs descendants ont vécu tous les bouleversements survenus en Asie centrale. On songera à leur participation dans le commerce de la route de la soie passant par leurs territoires, puis en 651 l'expansion arabe qui commence avec la prise d'Hérat en Afghanistan, l'Amou-Daria en 674, Boukhara en 676, le Syr-Daria de 706 à 716, la bataille de Talas sur l'Amou-Daria contre les Chinois en 751 qui scella le destin de l'Asie centrale qui se partagera désormais entre orthodoxie et islam. Le mot « Arabes » désigne historiquement, un ensemble de peuples variés. L'islam d'Asie centrale se fonde sur des croyances pré-islamiques issues d'un brassage culturel. Un syncrétisme transmis par un répertoire issu d'une mémoire séculaire. De fait, on songera donc également, comme ils l'avaient fait pour la Perse, à un apport des Saces au monde arabe, dans le domaine du cheval, de la fauconnerie et de la stratégie militaire, dont ils étaient eux, les grands spécialistes.

## Groupes antiques apparentés
- Amyrgiens (nom grec des Saces haoma)
- Apasiaques (tribu saco-massagète)
  - Wusun ou Asiens (groupe sace ?)
- Sarmates
  - Arraei/ Areata
  - Aorses
  - Yazyges
- Sarmates (Sauromates)
- Khwarezmiens (Chorasmiens, tribu saco-massagète)
- Dahéens (tribu saco-massagète)
  - Pissoures
- Massagètes
  - Assacènes
  - Maskoutes
- Orthocorybantes (Saces à capuchon pointu)
- Sacanes (tribu sace ?)
- Sacarauques (Saces centre-asiatiques)
- Sacse (groupe sace ?)
- kangju (traduction chinoise des Saces de la Sogdiane)

## Œuvres auxiliaires
- Iaroslav Lebedynsky, Les Scythes, éditions Errance, 2011.